# 2020年四川乐山五通桥烟雾事件
2020年四川乐山五通桥烟雾事件是指2020年8月发生在四川省乐山市五通桥区盐磷化工循环产业园区的大气污染事件。事件发生后引起当地居民恐慌，政府起初否认空气异常，后又承认并发布了事件原因，引起舆论关注。

## 经过
2020年8月18日，乐山五通桥区洪水过后，当地居民发现“五通桥包括整个乐山城都雾蒙蒙的”，并怀疑有化工企业爆炸泄露。当日晚8时，四川省乐山市五通桥区官方微博“微博五通桥”辟谣称未发现化工企业燃烧、爆炸和泄漏，浓雾产生的原因“为永祥股份安全系统正常泄压”。
8月20日早7时，当地居民再次发现化工厂区上空烟雾弥漫、气味刺鼻，并怀疑有化工企业爆炸泄露，引发民众恐慌。逃离五通桥区的民众一度将出城的干道堵塞4个小时。上午9时起“微博五通桥”持续发表多篇微博，称经排查现有危化企业均未见异常，相关企业没有爆炸或者泄露事件发生，也没接到人员伤亡报告；“城区三个监测点位均未发现氯化氢、氟化氢、氯气、氨气、VOCs(挥发性有机物)等指标超标情况。”包括永祥股份在内的多家化工企业也迅速发表声明，称其设备、装置一切正常、安全，未发生任何泄漏等异常情况。 不过，乐山市委宣传部一名工作人员则向媒体透露，烟雾事件原因为永祥股份发生气体泄露，当地正在草拟通报准备发布。
8月21日深夜，乐山市应急管理局、生态环境局联合发布通报称，烟雾事件主要原因是“受‘8.18’特大洪涝灾害影响，四川永祥多晶硅有限公司（老厂区）为保障安全，主动紧急停车，随后厂区被淹；8月20日上午，因无电无水，该公司尾气淋洗系统不能正常发挥功能，导致装置泄压排入淋洗系统的气体未能充分吸收处理，形成含有少量刺激性氯化氢的气雾散发至空气中。”不过8月22日，永祥股份也再次发表声明，称“所有涉及公司的设备、装置等一切正常、安全、可靠”。